# Serra de la Borja
La Serra de la Borja és una serra situada al municipi de Pratdip a la comarca del Baix Camp, amb una elevació màxima de 181 metres.